# Elizabeth Ann Seton
Elizabeth Ann Seton, född 28 augusti 1774 i New York, Provinsen New York, död 4 januari i Emmitsburg, Maryland, var en amerikansk nunna och ordensstiftare. Hon helgonförklarades år 1975 och vördas inom Romersk-katolska kyrkan.

## Biografi
Seton föddes i en familj som tillhörde Episkopalkyrkan. Vid 19 års ålder gifte hon sig med William Seton och paret fick med tiden fem barn. Maken avled i tuberkulos 1803. I mars 1805 upptogs hon i Romersk-katolska kyrkan och kort därefter grundade hon den första katolska skolan i Baltimore. 
Seton grundade i mars 1809, med stöd från biskopen i Baltimore, John Carroll, Barmhärtighetens systrar, som antog Vincent de Pauls regel. Seton kom särskilt att ägna sin tid åt sjuka och döende människor. Hon avled i tuberkulos den 4 januari 1821.
Elizabeth Ann Seton saligförklarades 1963 av påve Johannes XXIII och helgonförklarades 1975 av påve Paulus VI.